# Wimbledonmästerskapen 2016
Wimbledonmästerskapen 2016 ägde rum i All England Lawn Tennis & Croquet Club i Wimbledon, London 27 juni–10 juli. Turneringen var den 130:e i ordningen. Den var öppen för seniorer i singel, dubbel och mixed dubbel samt för juniorer och rullstolsburna i singel och dubbel. 

## Tävlingar

### Seniorer

#### Herrsingel
Segrare: Andy Murray

#### Damsingel
Segrare: Serena Williams

#### Herrdubbel
Segrare: Pierre-Hugues Herbert /  Nicolas Mahut

#### Damdubbel
Segrare: Serena Williams /  Venus Williams

#### Mixed dubbel
Segrare: Heather Watson /  Henri Kontinen

### Juniorer

#### Pojksingel
Segrare: Denis Shapovalov

#### Flicksingel
Segrare: Anastasia Potapova

#### Pojkdubbel
Segrare: Kenneth Raisma /  Stefanos Tsitsipas

#### Flickdubbel
Segrare: Usue Maitane Arconada /  Claire Liu

### Rullstolsburna

#### Herrsingel
Segrare: Gordon Reid

#### Damsingel
Segrare: Jiske Griffioen

#### Herrdubbel
Segrare: Alfie Hewett /  Gordon Reid

#### Damdubbel
Segrare: Yui Kamiji /  Jordanne Whiley